# 한국은행 전북본부
한국은행 전북본부는 화폐의 발행·환수, 금융기관 예금·대출, 중소기업 자금지원, 지역경제 조사·연구, 지역통계 작성, 경제교육 등의 업무를 수행하기 위해 설립된 한국은행의 지역본부이다. 전라북도 전주시 덕진구 팔달로 325(진북동 301-3)에 위치하고 있다.

## 연혁
- 1950년 6월 12일 한국은행 전주지점 개점
- 1986년 12월 2일 행사이전(태평동→진북동)
- 1987년 4월 28일 군산주재 사무소 설치
- 1989년 6월 21일 군산주재 사무소를 군산사무소로 명칭 변경
- 1993년 3월 11일 은행감독실 설치
- 1997년 3월 17일 군산사무소를 군산분실로 축소
- 1998년 4월 1일 은행감독실 폐지
- 1999년 6월 30일 군산분실 폐쇄
- 2000년 10월 31일 발권과 신설
- 2002년 1월 10일 한국은행 전주지점을 한국은행 전북본부로 명칭 변경
- 2002년 5월 22일 '과'에서 '팀'으로 조직명칭 변경
- 2004년 9월 8일 발권팀을 업무팀으로 통합
- 2012년 2월 27일 총무팀을 업무팀으로 통합
- 2017년 9월 화폐수급 재개[1]

## 관할 구역
- 6시 : 전주시, 군산시, 익산시, 정읍시, 남원시, 김제시
- 8군 : 완주군, 무주군, 진안군, 장수군, 부안군, 임실군, 고창군, 순창군

## 조직

### 한국은행 전북본부장
- 업무팀
- 기획조사팀

## 사건·사고 및 논란

### 화폐수급업무 광주전남본부로 통폐합 논란
2011년 2월 21일 한국은행은 발권업무를 대형 지역본부로 집중시키고, 지역본부를 축소하는 등의 지방조직 개편을 오는 2012년부터 시행할 것이라고 발표하였다.
2011년 3월 1일 전라북도의회(의장 김호서) 의장단은 “한국은행 전북본부의 화폐수급 업무가 인근 광역지역본부로 통합되면 전북 경제가 광역 지역으로 급속히 빨려 들어가는 이른바 ‘블랙홀’ 현상이 가속화될 것”이라며 “한국은행 전북본부의 기능축소 계획을 즉각 철회하라.”고 요구했다.
2011년 3월 3일 금융노동조합 전북은행지부(위원장 두형진)는 성명을 내고 “한국은행 전북본부의 화폐수급업무 중단계획을 전면 백지화해야 한다”고 말했다. 또한 “전북은 다른 지역에 비해 통화수급량이 많고 지방은행 본점이 소재된 곳이라는 지정학적 중요성을 가지고 있다”며 “이번 한국은행의 결정은 대국민 편의와 중앙은행의 공적기능을 고려하지 않은 전형적인 탁상공론의 결과로밖에 볼 수 없다”고 비판했다.
2011년 3월 9일 국회 기획재정위원회 업무현황보고에서 민주당 조배숙 의원은 "새만금 등 대형 국책사업에 소요되는 통화부족사태 발생가능성이 높아져 화폐조달에 어려움이 많고, 특히 전북의 경우 대형마트가 진출해서 통화유입보다 통화유출이 많다"며 한국은행의 `지역본부 조직개편` 계획에 문제점을 제기했다.
2011년 10월 6일 국회 정무위원회 신건 의원(전주 완산갑·민주당)은 “정부가 성과도 분명치 않은 효율화를 위해 지역주민들의 반대에도 불구하고 한국은행 전북본부 화폐 수급업무의 광주·전남 광역본부 통폐합을 강행할 경우 LH 진주이전과 맞물려 전북 도민들의 강력한 저항에 부딪힐 것”라며 한국은행 전북본부 화폐수급업무의 광주전남본부 통폐합을 철회하라고 요구하였다.
2011년 11월 30일 김완주 전라북도지사와 김춘진 민주당 전라북도당 위원장 등이 김중수 한국은행 총재를 만나 "호남권을 담당하는 공공ㆍ행정기관 30개 중 87%인 26개가 광주ㆍ전남에 편중돼 지역 차별이 심화하고 있다"며 한국은행 전북본부의 통ㆍ폐합 계획 철회를 요청했으며, 김 총재는 "카드 사용이 늘면서 화폐수급업무가 감소하는 추세지만 전북본부의 수급 업무 담당자 8명은 그대로 유지하겠다"고 밝혔다.
2012년 1월 2일 한국은행(총재 김중수)은 ‘거시건전성분석국’을 신설하는 등 2012년 조직·인력 개편안을 발표하였고, 그 중 2011년 3월부터 도내 정치, 금융계 등이 줄곧 반대해왔던 ‘화폐수급업무 타 광역본부 이전’(수급업무기능축소) 내용도 공식 포함, 16개 지역본부 업무가 5대 광역본부(부산, 대구경북, 광주전남, 대전충남, 경기)로 통·폐합하도록 하였다.